# Opowieść o Róży

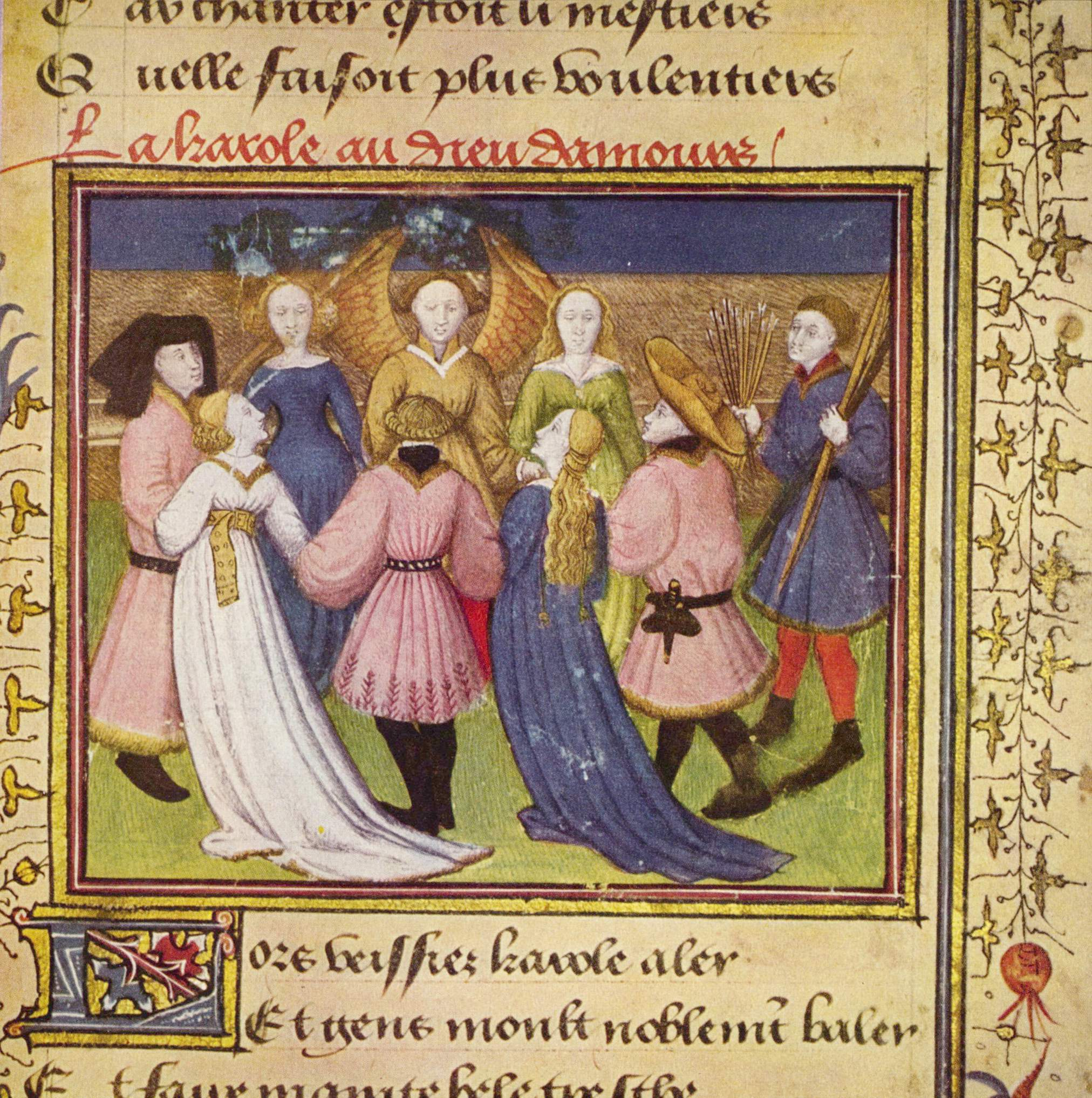
Ilustracja ze średniowiecznego rękopisu Powieści o Róży

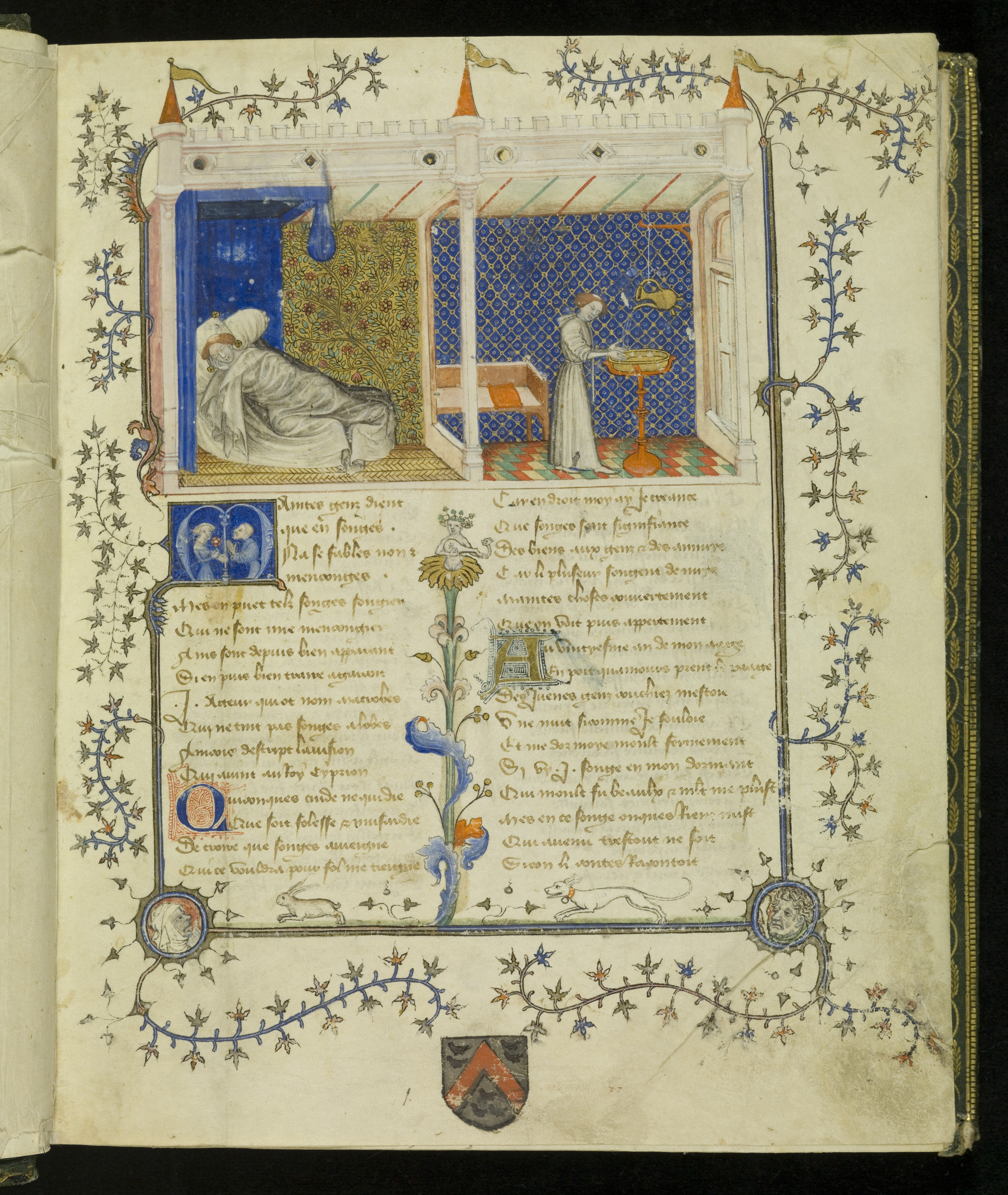
Karta manuskryptu z około 1390 z Biblioteki Narodowej w Warszawie

Opowieść o Róży – późnośredniowieczny alegoryczny poemat francuski, utrzymany w konwencji snu.

## Historia powstania

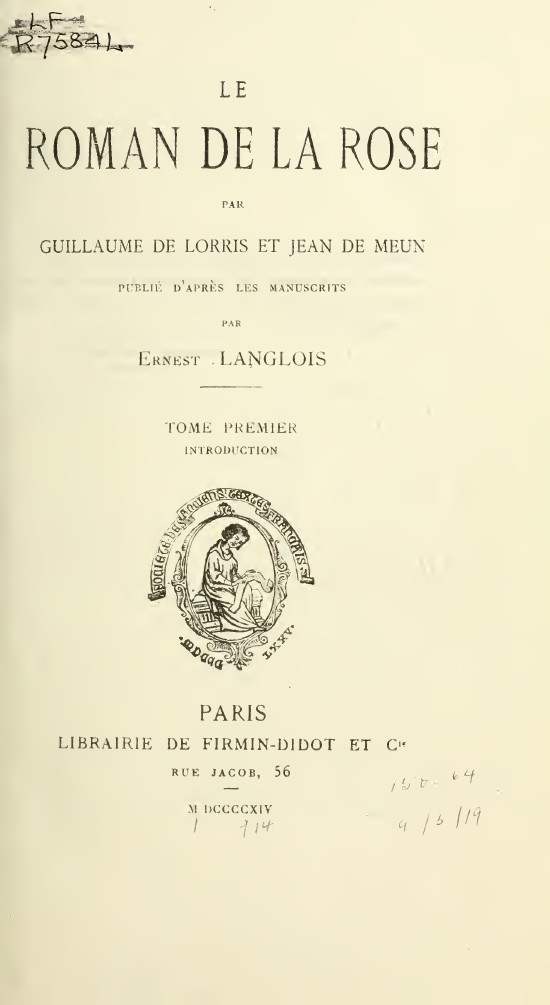
Roman de la Rose (ed. 1914)

Jej pierwszą część napisał Guillaume de Lorris około roku 1235 (4058 wierszy). Opowiada o młodzieńcu, który trafił do tajemniczego ogrodu miłości, zamieszkiwanego przez liczne personifikacje: Wesołość, Zabawę, Szczerość, Bogactwo, Dworność i Młodość. Młodzieniec pragnie zerwać różę, jednak strzegą jej Niebezpieczeństwo, Wstyd i Obmowa oraz inne figury alegoryczne. W tym miejscu akcja utworu urwała się i do końca doprowadził ją Jean de Meun.
18 tys. wierszy napisanych przez de Meuna obfituje w dygresje, rozważania i anegdoty. Posługując się fabułą i zespołem postaci, stworzonych przez de Lorrisa, zmierza do zupełnie innego celu - ukazaniu rozkoszy związanych z cielesną miłością. De Meun z cynizmem podchodzi do kultu dziewictwa oraz do wstrzemięźliwości seksualnej, przy czym wykorzystuje motyw upersonifikowanej Matki Natury, wzywającej stworzenie do nieprzerwanej aktywności płciowej. Ostatecznie, bohater utworu zrywa różę, zdobywając cytadelę zbudowaną przez Zazdrość.
Utwór jest napisany parzyście rymowanym ośmiozgłoskowcem.
Powieść o Róży stanowi w pewnym sensie zapowiedź renesansu, ale jest dziełem typowo średniowiecznym: rozwlekłym, obfitującym w alegorię, stanowiącym rodzaj erudycyjnego popisu.
W Bibliotece Narodowej w Warszawie przechowywany jest iluminowany manuskrypt Powieści, wykonany prawdopodobnie około 1390 w Paryżu. W Bibliotece Książąt Czartoryskich, w puławskiej kolekcji księżnej Izabeli Czartoryskiej znajduje się XV wieczny rękopis Roman de la Rose.

## Opinie
W kręgach francuskich twórców późnego średniowiecza była ostro krytykowana – m.in. przez Jana Gersona i Christine de Pisan (która uznała utwór za obelgę wobec kobiecej czci), ale jak zaświadcza jeden ze świadków – "wielu stawiało Powieść o Róży tak wysoko, że woleli być pozbawieni własnej koszuli niż tej książki". Poglądy zaprezentowane przez de Meuna były na tyle popularne, że wraz z innymi herezjami potępił je Etienne Tempier, biskup Paryża. 
Wpływ Powieści można odnaleźć na przykład u Chaucera (Opowieść Damy z Bath) czy w XI Sonecie Williama Szekspira.

## Przekład
Na język polski Powieść o Róży przełożyły Małgorzata Frankowska-Terlecka i Teresa Giermak-Zielińska. Przekład ukazał się w 1997 nakładem Państwowego Instytutu Wydawniczego w serii Bibliotheca Mundi.